# 藉口而已Maybe
《藉口而已Maybe》，是中國女子偶像團體AKB48 Team SH的第5張EP，分別收錄了主打曲《藉口而已Maybe》、C/W曲《唯獨你漸染秋意》與《Blue rose》三首歌曲及伴奏。主打曲由AKB48 Team SH第五張EP選拔總選舉第一名的曾鷥淳擔任中心位置，主打曲曾獲得流行音樂全金榜第583期第7名。

## 概要
主打曲《藉口而已Maybe》是AKB48 Team SH第一屆選拔總選舉的主打曲，其原曲《Maybe是藉口》為AKB48第一屆選拔總選舉的主打曲。其曲風已“青春的爱恋”為主题，传递偶像团体为人们带来的无限能量与勇气、青春未尽的话语。

## 發行歷史
2020年
- 2月24日，C/W曲《唯獨你漸染秋意》收錄公佈[6][7]。
- 8月1日，C/W曲《Blue Rose》收錄公佈[8]。
- 11月28日，主打曲《藉口而已Maybe》選拔成員公佈[9][10]。

2021年
- 4月2日，主打曲《藉口而已Maybe》正式版MV發布[2][3]。
- 4月8日，EP全曲音源發佈及發售[11]。

## 收錄曲目
| CD       | CD                                   | CD                         | CD       | CD       | CD                 | CD    |
| 曲序     | 曲目                                 |                            | 作曲     | 编曲     | 原曲               | 时长  |
| -------- | ------------------------------------ | -------------------------- | -------- | -------- | ------------------ | ----- |
| 1.       | 《藉口而已Maybe》                    | 秋元康 Manjusaka（中文詞） |          | 野中雄一 | 《Maybe是藉口》    | 4:09  |
| 2.       | 《唯獨你漸染秋意》                   | 秋元康 小潼（中文詞）      | 奥田基   | 久下真音 | 《只有你籠罩秋色》 | 4:29  |
| 3.       | 《Blue rose》                        | 秋元康 王媛（中文詞）      |          |          | 《Blue rose》      | 4:37  |
| 4.       | 《藉口而已Maybe》（off vocal ver.）  |                            |          | 野中雄一 |                    | 4:09  |
| 5.       | 《唯獨你漸染秋意》（off vocal ver.） |                            | 奥田基   | 久下真音 |                    | 4:29  |
| 6.       | 《Blue rose》（off vocal ver.）      |                            | 上田晃司 | 大内哲也 |                    | 4:37  |
| 总时长： | 总时长：                             | 总时长：                   | 总时长： | 总时长： | 总时长：           | 26:30 |

| DVD（仅B版） | DVD（仅B版）                        |
| 曲序         | 曲目                                |
| ------------ | ----------------------------------- |
| 1.           | 《藉口而已Maybe》MV                 |
| 2.           | 《藉口而已Maybe》MV Making 特典影像 |

## 選拔成員

### 藉口而已Maybe
（中心成員：曾鷥淳）
- 正式成員：桂楚楚（#9）、胡馨尹（#10）、漸薔薇（#14）、孔珂昕（#15）、梁时安（#11）、劉念（#2）、毛唯嘉（#8）、沈瑩（#7）、施可妍（#20）、譚珺兮（#16）、萬芳舟（#17）、吴安琪（#4）、葉知恩（#6）、曾鷥淳（#1）、張倩霏（#13）、張喬瑜（#12）、朱苓（#3）、鄒若男（#5）
- 研修生：程安子（#19）、吴怡婷（#21）、周念琪（#18）

括號內為AKB48 Team SH第五張EP選拔總選舉的排名。曾鷥淳首次擔任中心成員，程安子、漸薔薇、梁詩安、吳怡婷、張倩霏、張喬瑜、鄒若男首次參與選拔。

### 唯獨你漸染秋意
首次由粉絲投票選出的C/W曲，該單曲未有公佈歌詞分配及選拔成員的信息。

### Blue rose
（中心成員：曾鷥淳）
- 正式成員：劉念（#2）、沈瑩（#4）、魏新（#3）、曾鷥淳（#1）

括号内为决定歌曲演唱成员的2020年7月Bilibili直播活动排名。

## 外部連結
- 官方頻道影片（简体中文）
  - YouTube上的《藉口而已Maybe》正式版MV
  - bilibili上的《藉口而已Maybe》MV